# میرتل، میسیسیپی
میرتل (به انگلیسی: Myrtle) شهرکی در ایالت میسیسیپی کشور ایالات متحده آمریکا است که جمعیت آن در سرشماری سال ۲۰۱۰ میلادی، ۴۹۰
نفر بوده‌است.